# Eriq La Salle
Erik Ki La Salle, mais conhecido por seu nome artístico Eriq La Salle (Hartford, Connecticut, 23 de julho de 1962) é um dos mais proeminentes atores de televisão afro-americanos da década de 1990, além de roteirista, cineasta e escritor.
La Salle ficou conhecido pelo grande público interpretando o personagem Dr. Peter Benton, em ER, produção da televisão americana que ocupou o posto de série dramática de maior audiência da década por oito anos.

## Biografia
Eriq La Salle nasceu em 23 de julho de 1962 em Hartford, Connecticut, Estados Unidos. Sua mãe adotiva, Ada Haynes, foi responsável por criá-lo, bem como a seus três irmãos.
Criado em meio à classe trabalhadora de Hartford, o desejo de La Salle de se tornar escritor o levou a se interessar pelas artes. “No ensino médio, decidi que escreveria uma peça incrível e a apresentaria na aula de teatro”, ele declarou em entrevista à revista People. Embora não tenha realizado este sonho, na escola, Eriq fez um teste e conseguiu um papel para a peça A Raisin in the Sun, de Lorraine Hansberry. Então com 14 anos de idade, ele decidiu ser ator, mas não encontrou apoio entre sua família e amigos, que não acreditavam que ele pudesse seguir este caminho.
Embora não tivesse qualquer conexão com a indústria do teatro, La Salle tinha como mentor o professor de teatro de Connecticut, Clay Stevenson, que o ajudou a se preparar para um teste que fez com que fosse aceito na Juilliard School, em Nova Iorque, o que La Salle imaginou que pudesse lhe abrir algumas portas. No entanto, durante os dois anos em que frequentou a escola, Eriq experimentou um grande isolamento, agravado pelo fato de que, ao contrário dele próprio, muitos de seus colegas tinham conexões familiares na indústria do teatro, o que lhe trouxe dificuldades para se identificar e se integrar. Sentindo que Juilliard não representava um ambiente acolhedor para si, um jovem negro de Hartford, ele decidiu se transferir para a Universidade de Nova Iorque, onde encontrou um ambiente mais inclusivo, conheceu pessoas de diversas origens, conseguiu caminhar em direção aos seus objetivos na arte e se formou em teatro, no ano de 1984.
La Salle manteve um relacionamento sério com Angela Johnson, sua consultora de gestão. Os dois namoraram por cerca de cinco anos antes de decidirem levar o relacionamento para o próximo nível. Ficaram noivos em 6 de dezembro de 1997, porém se separaram. O ator não possui filhos.

## Carreira

### Como ator
Embora os papeis no teatro fosse escassos, La Salle fazia testes junto de nomes como Wesley Snipes e Wendell Pierce, em que todos torciam uns pelos outros. Sua sorte melhorou quando ele conseguiu o papel de Darryl Jenks no filme Coming to America (no Brasil, "Um Príncipe em Nova Iorque"), de 1988, ao lado de Eddie Murphy e Arsenio Hall. Sua gratidão pelo diretor John Landis, que o escolheu para o papel, fez com que, mais tarde, atuando na direção, La Salle selecionasse atores que estivessem presentes na sala sempre que pudesse, como forma de retribuir o senso de validação imediata.
La Salle conseguiu o papel do repórter Mike Rivers na soap opera televisiva One Life to Live. Em 1991, quando seu papel terminou, Eriq se mudou para Los Angeles, onde começou a acumular diversas aparições em episódios de séries do horário nobre da televisão, como L.A. Law, Quantum Leap e A Different World. Naquele mesmo ano, La Salle foi escolhido para interpretar um médico no drama médico The Human Factor, ao lado de John Mahoney, que mais tarde se tornaria uma das estrelas da sitcom Frasier. A série foi encerrada antes do término de sua primeira temporada.
Em 1994, La Salle participou do filme A Cor da Noite, onde atuou com Bruce Willis.

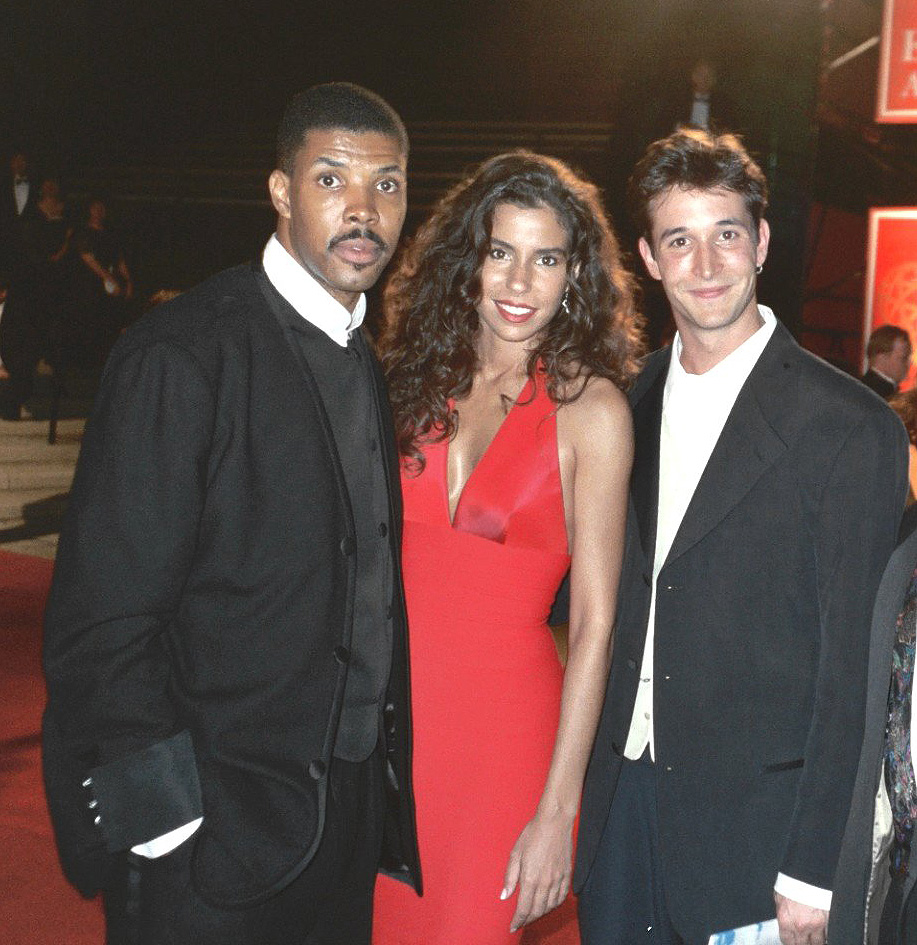
Eriq La Salle, à esquerda, e seu colega de elenco de ER, Noah Wyle, à direita, após a transmissão do Emmy Awards, em 10 de setembro de 1995.

Quando a NBC começou a produzir sua nova série médica, ER, em 1994, sua grande chance apareceu. La Salle estava em Portland, Óregon, trabalhando em outra série, Under Suspicion e, embora estivesse feliz por estar trabalhando, estava insatisfeito com seu papel. O último papel principal a ser selecionado para ER era o do médico afro-americano, doutor Peter Benton, e Eriq se interessou em fazer o teste. Os produtores de ER, no entanto, estavam relutantes em vê-lo, pois tanto ER quanto Under Suspicion eram séries da Warner Bros. Temendo um conflito de interesses. eles começaram a filmar o piloto da série sem ter selecionado alguém para o papel. La Salle finalmente fez o teste. "Entrei no escritório com um estetoscópio e vestindo um uniforme cirúrgico verde, que eu tinha da época de 'The Human Factor'", La Salle declarou em uma entrevista. Ele ficou com o papel, atuando na série entre os anos de 1994 e 2009.
Seu personagem, Dr. Benton, era um cirurgião dedicado, mas emocionalmente distante, que evoluiu com a série. Benton se envolveu romanticamente com uma médica inglesa e branca, a Dra. Elizabeth Corday, interpretada pela atriz Alex Kingston e teve um filho com surdez, fruto de seu envolvimento com uma mulher negra, Carla Reece, interpretada por Lisa Nicole Carson. La Salle pediu aos produtores de ER que seu romance interracial fosse terminado, não pelo romance entre um negro e uma branca, mas porque seu personagem se mostrava amável com Corday, mas problemático em seus relacionamentos com duas mulheres negras na série, a assistente médica Jeanie Boulet, interpretada pela atriz Gloria Reuben, e Carla Reece, mãe de seu filho. Em uma aparição no Johnnie Cochran Tonight, do famoso advogado americano Johnnie Cochran, La Salle declarou "Temos que tomar cuidado com a mensagem que estamos enviando como afro-americanos ou qualquer outro grupo minoritário, que temos exatamente os mesmos tipos de trocas com nossos parceiros que nossos colegas brancos".
No verão de 2001, La Salle anunciou que deixaria ER para atuar em direção e a produção. Na época, o ator era um dos três únicos membros do elenco original restantes. Por seu papel em ER, La Salle recebeu três indicações ao Emmy Award e, em 1999, ganhou um Image Award da Associação Nacional para o Progresso de Pessoas de Cor, como ator de destaque em uma série dramática.
Em 2003, Eriq foi parte do elenco do filme Biker Boyz (no Brasil, Corridas Clandestinas), ao lado de Laurence Fishburne. La Salle participou da oitava temporada do seriado 24 Horas em 2010, onde interpretou o Secretário-Geral da ONU nos episódios 23 e 24. Em 2015, ele participou da série Under the Dome, produção da CBS e, em 2017, atuou no longa-metragem Logan, dirigido por James Mangold, ao lado de Hugh Jackman.

### Como diretor e produtor
Sua estreia como diretor foi em Crazy as Hell, de 2002. Eriq La Salle não apenas dirigiu, como também estrelou a adaptação de Satan, suspense em que um psiquiatra viúvo é assombrado pelas imagens de sua esposa e filho, e se vê à beira da insanidade.
A partir de 1996, ele começou uma segunda carreira como diretor, dirigindo episódios de ER. Entre 2002 e 2003, dirigiu episódios de  The Twilight Zone da UPN. Em 2007, dirigiu Law & Order: Special Victims Unit e, desde então, colaborou com o produtor norte-americano Dick Wolf atrás das câmeras, em diversas de suas outras séries de horário nobre, sendo produtor executivo em Chicago P.D., em que também foi responsável pela direção entre a quinta e oitava temporadas,  também dirigindo vários episódios de Chicago Justice, Chicago Med, Law & Order, Law &Order: Organized Crime e FBI.
Como parte de um acordo entre o ator e a NBC-Universal, La Salle foi chamado para se juntar a On Call, uma série de drama policial  do serviço de streaming Prime Video, criada por Tim Walsh e Elliot Wolf, em que, além de ser um dos diretores da série, La Salle faz o papel do Sargento. Lasman, um endurecido veterano da força policial.
La Salle também dirigiu episódios das séries CSI: Cyber, Madam Secretary, Crisis, Battle Creek e Night Shift, e o bem-sucedido filme da HBO, Rebound: The Legend of Earl 'The Goat' Manigault, de 1996.
Em 2002, La Salle produziu o suspense The Salton Sea.

### Como escritor
Em uma entrevista à revista People em 2004, Eriq La Salle falou sobre seu sonho de escrever um romance, refletindo sobre como a sociedade valoriza certas conquistas, como obter doutorados ou escrever livros, muitas vezes considerando-as adequadas apenas para pessoas muito inteligentes. Formado em escolas públicas, ele primeiro se convenceu de que não era "inteligente o suficiente" para tentar, mas depois decidiu se aventurar na escrita.
No início de sua carreira como ator, ainda na década de 1990, La Salle foi escalado para um filme ao lado de Michelle Pfeiffer, do qual acabou sendo dispensado porque os produtores o achavam jovem demais para ser o par romântico da atriz. O revés levou La Salle a fazer um curso de cinema, onde aprendeu a dirigir e a escrever roteiros e curta-metragens, o que renovou seu interesse pela escrita e, anos depois, fez com que sentisse que era hora de expandir sua habilidade de contar histórias.

Depois de um começo difícil e de muitas rejeições como escritor, Eriq La Salle encontrou um agente literário que acreditou nele e em seus livros. Suas obras Laws of Depravity, Laws of Wrath e Laws of Annihilation ganharam elogios e consolidaram o ator também como um forte concorrente dentre os escritores do gênero de suspense. Os três livros acompanham uma dupla de detetives — um deles, afro-americano, o outro, um irlandês ítalo-americano —  que resolve assassinatos em Nova Iorque.